# Lista de cidades na voivodia de Lublin
Existem 57 cidades na voivodia de Lublin com uma população total de 935 128 habitantes, representando cerca de 46,19% de toda a população da voivodia.
A maior e única cidade com uma população de mais de 100 000 habitantes e, ao mesmo tempo, a capital da voivodia é Lublin, habitada por 331 243 pessoas. A população de Lublin constitui aproximadamente 35,42% da população urbana da voivodia. Há um total de 20 cidades sedes de condados na voivodia, incluindo 4 cidades com direitos de condados: Lublin, Zamość, Chełm e Biała Podlaska. Estas quatro cidades são habitadas por um total de aproximadamente 24,92% da população da voivodia de Lublin. A menor cidade sede de condado é Opole Lubelskie com uma população de 7 954 habitantes. A maior cidade que não é sede de condado é Międzyrzec Podlaski, habitada por 15 557 pessoas. Józefów nad Wisłą tem a menor população — 817 pessoas.
A maior área é ocupada por Lublin — 147,5 km², e a menor por Turobin — 1,6 km². A área total das áreas urbanas na voivodia é de 1 040 km², ou seja, aproximadamente 4,1% da área da voivodia. Ao mesmo tempo, Lublin tem a maior densidade populacional de aproximadamente 2 246 pessoas/km², enquanto Ostrów Lubelski tem a menor densidade populacional — 66 pessoas/km².
O maior número — seis cidades — está localizado nos condados de Biłgoraj e Puławy. Apenas uma cidade está localizada nos condados de Hrubieszów, Łęczna, Parczew e Włodawa.
| Disposição das cidades na voivodia de Lublin |
| --- |
| Lublin Zamość Chełm Biała Podlaska Puławy Świdnik Kraśnik Łuków Biłgoraj Lubartów Tomaszów Lubelski Łęczna Krasnystaw Hrubieszów Międzyrzec Podlaski Dęblin Radzyń Podlaski Włodawa Janów Lubelski Parczew Ryki Poniatowa Opole Lubelskie Bełżyce Terespol Szczebrzeszyn Bychawa Rejowiec Fabryczny Nałęczów Tarnogród Kock Zwierzyniec Krasnobród Piaski Kazimierz Dolny Stoczek Łukowski Annopol Józefów Lubycza Królewska Końskowola Łaszczów Ostrów Lubelski Tyszowce Rejowiec Izbica Kamionka Urzędów Modliborzyce Frampol Siedliszcze Goraj Józefów nad Wisłą Czemierniki Wąwolnica Piszczac Kurów Turobin Cidades por população: – mais de 100 mil; – de 50 a 100 mil; – de 20 a 50 mil; – de 10 a 20 mil; – de 5 a 10 mil; – menos de 5 mil; |

A tabela mostra todas as cidades da voivodia de Lublin por população. As informações sobre a população são baseadas nos dados do Escritório Central de Estatística em 31 de dezembro de 2022. Os nomes das cidades sedes de condados, estão em negrito e os nomes das cidades com direitos de condado também estão escritos em itálico. Os nomes das autoridades da cidade que usam o título de presidente da cidade são escritos em itálico.
| #   | Brasão | Nome                | Condado    | População (31−12−2022) | Área [km²] | Densidade populacional [hab./km²] | Prefeito/Presidente        | Coordenadas                  |
| --- | ------ | ------------------- | ---------- | ---------------------- | ---------- | --------------------------------- | -------------------------- | ---------------------------- |
| 1.  |        | Lublin              | Lublin     | 331 243                | 147,5      | 2 246                             | Krzysztof Żuk              | 51° 15′ 00″ N, 22° 34′ 00″ L |
| 2.  |        | Zamość              | Zamość     | 58 942                 | 30,3       | 1 943                             | Andrzej Wnuk               | 50° 43′ 14″ N, 22° 15′ 31″ L |
| 3.  |        | Chełm               | Chełm      | 57 933                 | 35,3       | 1 642                             | Jakub Banaszek             | 51° 07′ 56″ N, 23° 28′ 40″ L |
| 4.  |        | Biała Podlaska      | Biała      | 54 768                 | 49,4       | 1 109                             | Michał Litwiniuk           | 52° 02′ 00″ N, 23° 07′ 00″ L |
| 5.  |        | Puławy              | Puławy     | 44 397                 | 50,5       | 879                               | Paweł Maj                  | 51° 24′ 59″ N, 21° 58′ 09″ L |
| 6.  |        | Świdnik             | Świdnik    | 36 992                 | 20,4       | 1 818                             | Waldemar Jakson            | 51° 13′ 11″ N, 22° 42′ 00″ L |
| 7.  |        | Kraśnik             | Kraśnik    | 31 744                 | 26,1       | 1 216                             | Wojciech Wilk              | 50° 55′ 17″ N, 22° 13′ 15″ L |
| 8.  |        | Łuków               | Łuków      | 27 453                 | 35,8       | 768                               | Piotr Płudowski            | 51° 55′ 38″ N, 22° 23′ 00″ L |
| 9.  |        | Biłgoraj            | Biłgoraj   | 25 039                 | 21,1       | 1 187                             | Janusz Zbigniew Rosłan     | 50° 32′ 27″ N, 22° 43′ 19″ L |
| 10. |        | Lubartów            | Lubartów   | 20 000                 | 13,9       | 1 437                             | Krzysztof Mariusz Paśnik   | 51° 27′ 44″ N, 22° 36′ 31″ L |
| 11. |        | Tomaszów Lubelski   | Tomaszów   | 18 061                 | 13,3       | 1 359                             | Wojciech Sławomir Żukowski | 50° 27′ 11″ N, 23° 25′ 09″ L |
| 12. |        | Łęczna              | Łęczna     | 17 826                 | 19,0       | 938                               | Leszek Włodarski           | 51° 18′ 06″ N, 22° 52′ 45″ L |
| 13. |        | Krasnystaw          | Krasnystaw | 17 519                 | 42,1       | 416                               | Robert Kościuk             | 50° 59′ 02″ N, 23° 10′ 11″ L |
| 14. |        | Hrubieszów          | Hrubieszów | 16 191                 | 33,0       | 490                               | Marta Majewska             | 50° 48′ 09″ N, 23° 53′ 31″ L |
| 15. |        | Międzyrzec Podlaski | Biała      | 15 557                 | 20,0       | 777                               | Zbigniew Kot               | 51° 59′ 07″ N, 22° 47′ 05″ L |
| 16. |        | Radzyń Podlaski     | Radzyń     | 14 452                 | 19,3       | 748                               | Jerzy Rębek                | 51° 46′ 58″ N, 22° 37′ 27″ L |
| 17. |        | Dęblin              | Ryki       | 14 330                 | 38,3       | 374                               | Beata Siedlecka            | 51° 34′ 00″ N, 21° 51′ 41″ L |
| 18. |        | Włodawa             | Włodawa    | 12 266                 | 18,0       | 683                               | Wiesław Muszyński          | 51° 32′ 41″ N, 23° 32′ 52″ L |
| 19. |        | Janów Lubelski      | Janów      | 11 046                 | 14,8       | 746                               | Krzysztof Adam Kołtyś      | 50° 42′ 24″ N, 22° 24′ 38″ L |
| 20. |        | Parczew             | Parczew    | 10 298                 | 8,1        | 1 279                             | Paweł Kędracki             | 51° 38′ 28″ N, 22° 54′ 14″ L |
| 21. |        | Ryki                | Ryki       | 9 098                  | 27,2       | 334                               | Jarosław Żaczek            | 51° 37′ 29″ N, 21° 55′ 59″ L |
| 22. |        | Poniatowa           | Opole      | 8 367                  | 15,3       | 548                               | Paweł Karczmarczyk         | 51° 10′ 54″ N, 22° 04′ 07″ L |
| 23. |        | Opole Lubelskie     | Opole      | 7 954                  | 15,1       | 526                               | Sławomir Plis              | 51° 08′ 50″ N, 21° 58′ 08″ L |
| 24. |        | Bełżyce             | Lublin     | 6 020                  | 23,5       | 257                               | Ireneusz Paweł Łucka       | 51° 10′ 27″ N, 22° 16′ 48″ L |
| 25. |        | Terespol            | Biała      | 5 163                  | 10,1       | 511                               | Jacek Danieluk             | 52° 04′ 27″ N, 23° 36′ 40″ L |
| 26. |        | Szczebrzeszyn       | Zamość     | 4 784                  | 29,1       | 164                               | Henryk Matej               | 50° 41′ 41″ N, 22° 58′ 46″ L |
| 27. |        | Bychawa             | Lublin     | 4 540                  | 6,7        | 679                               | Janusz Urban               | 51° 00′ 57″ N, 22° 31′ 58″ L |
| 28. |        | Rejowiec Fabryczny  | Chełm      | 4 029                  | 14,3       | 282                               | Stanisław Bodys            | 51° 07′ 10″ N, 23° 14′ 42″ L |
| 29. |        | Nałęczów            | Puławy     | 3 618                  | 13,8       | 262                               | Wiesław Pardyka            | 51° 17′ 14″ N, 22° 12′ 53″ L |
| 30. |        | Kazimierz Dolny     | Puławy     | 3 257                  | 30,4       | 107                               | Artur Pomianowski          | 51° 19′ 19″ N, 21° 56′ 44″ L |
| 31. |        | Tarnogród           | Biłgoraj   | 3 161                  | 10,7       | 296                               | Paweł Dec                  | 50° 21′ 40″ N, 22° 44′ 30″ L |
| 32. |        | Krasnobród          | Zamość     | 2 999                  | 7,0        | 429                               | Kazimierz Misztal          | 50° 32′ 41″ N, 23° 12′ 55″ L |
| 33. |        | Kock                | Lubartów   | 2 888                  | 16,8       | 172                               | Tomasz Futera              | 51° 38′ 28″ N, 22° 26′ 52″ L |
| 34. |        | Zwierzyniec         | Zamość     | 2 829                  | 6,2        | 457                               | Urszula Kolman             | 50° 36′ 52″ N, 22° 58′ 01″ L |
| 35. |        | Piszczac            | Biała      | 2 825                  | 3,3        | 855                               | Kamil Kożuchowski          | 51° 58′ 52″ N, 23° 22′ 28″ L |
| 36. |        | Kurów               | Puławy     | 2 617                  | 11,3       | 232                               | Arkadiusz Małecki          | 51° 23′ 22″ N, 22° 11′ 06″ L |
| 37. |        | Piaski              | Świdnik    | 2 433                  | 8,4        | 289                               | Michał Cholewa             | 51° 08′ 03″ N, 22° 50′ 41″ L |
| 38. |        | Stoczek Łukowski    | Łuków      | 2 389                  | 9,2        | 261                               | Marcin Sentkiewicz         | 51° 57′ 48″ N, 21° 58′ 06″ L |
| 39. |        | Józefów             | Biłgoraj   | 2 342                  | 5,0        | 468                               | Roman Dziura               | 50° 29′ 00″ N, 23° 03′ 00″ L |
| 40. |        | Annopol             | Kraśnik    | 2 325                  | 7,7        | 301                               | Mirosław Gazda             | 50° 53′ 08″ N, 21° 51′ 28″ L |
| 41. |        | Lubycza Królewska   | Tomaszów   | 2 163                  | 3,9        | 555                               | Marek Łuszczyński          | 50° 20′ 26″ N, 23° 31′ 10″ L |
| 42. |        | Końskowola          | Puławy     | 2 020                  | 7,7        | 262                               | Mariusz Majkutewicz        | 51° 24′ 33″ N, 22° 03′ 06″ L |
| 43. |        | Rejowiec            | Chełm      | 2 000                  | 6,5        | 307                               | Tadeusz Górski             | 51° 05′ 40″ N, 23° 16′ 59″ L |
| 44. |        | Łaszczów            | Tomaszów   | 1 982                  | 5,0        | 393                               | Aleksandra Pietrasz        | 50° 31′ 54″ N, 23° 42′ 55″ L |
| 45. |        | Ostrów Lubelski     | Lubartów   | 1 976                  | 29,8       | 66                                | Józef Gruszczyk            | 51° 29′ 28″ N, 22° 51′ 18″ L |
| 46. |        | Tyszowce            | Tomaszów   | 1 852                  | 18,5       | 100                               | Andrzej Podgórski          | 50° 37′ 06″ N, 23° 42′ 35″ L |
| 47. |        | Izbica              | Krasnystaw | 1 718                  | 9,5        | 182                               | Jerzy Lewczuk              | 50° 53′ 30″ N, 23° 09′ 24″ L |
| 48. |        | Kamionka            | Lubartów   | 1 699                  | 5,9        | 288                               | Karol Ługowski             | 51° 28′ 14″ N, 22° 27′ 47″ L |
| 49. |        | Urzędów             | Kraśnik    | 1 688                  | 12,9       | 131                               | Paweł Dąbrowski            | 50° 59′ 35″ N, 22° 08′ 33″ L |
| 50. |        | Modliborzyce        | Janów      | 1 413                  | 7,9        | 179                               | Witold Wiesław Kowalik     | 50° 45′ 09″ N, 22° 19′ 46″ L |
| 51. |        | Siedliszcze         | Chełm      | 1 345                  | 13,2       | 102                               | Hieronim Zonik             | 51° 11′ 40″ N, 23° 09′ 50″ L |
| 52. |        | Frampol             | Biłgoraj   | 1 343                  | 4,7        | 288                               | Józef Rudy                 | 50° 40′ 17″ N, 22° 40′ 14″ L |
| 53. |        | Czemierniki         | Radzyń     | 1 307                  | 4,6        | 281                               | Arkadiusz Filipek          | 51° 40′ 23″ N, 22° 37′ 54″ L |
| 54. |        | Wąwolnica           | Puławy     | 975                    | 2,3        | 424                               | Marcin Łaguna              | 51° 17′ 40″ N, 22° 08′ 45″ L |
| 55. |        | Goraj               | Biłgoraj   | 879                    | 7,6        | 115                               | Antoni Łukasik             | 50° 43′ 13″ N, 22° 40′ 04″ L |
| 56. |        | Turobin             | Biłgoraj   | 873                    | 1,6        | 545                               | Andrzej Kozina             | 50° 49′ 30″ N, 22° 44′ 40″ L |
| 57. |        | Józefów nad Wisłą   | Opole      | 817                    | 3,7        | 224                               | Grzegorz Kapica            | 51° 02′ 27″ N, 21° 49′ 45″ L |